# Голчаста гвинтівка

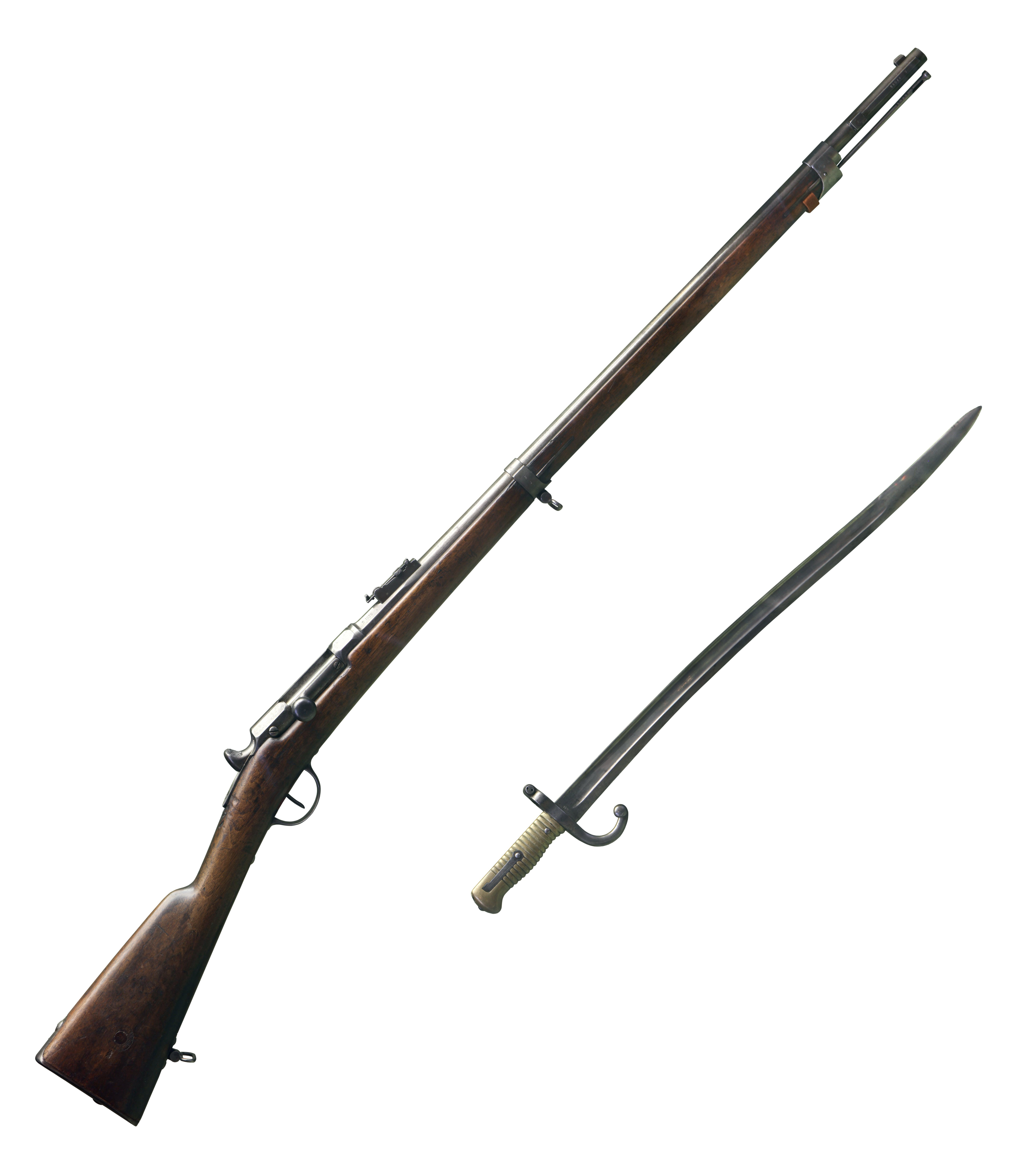
Гвинтівка Шасспо

Голчаста гвинтівка — перший тип казеннозарядної нарізної рушниці (гвинтівки) заряджали з казенної частини паперовим патроном/капсулою (що складався з капсуля, пороху та свинцевої кулі). При спуску курка голка затвора проколювала дно паперової гільзи патрона і запалювала ударну суміш капсуля, що знаходився на дні кулі. Куля легко входила в нарізи, а паперова гільза згоряла разом з пороховими газами, а її залишки викидалися через ствол. Рушницю запропонував 1827 року німецький зброяр Йоганн фон Дрейзе, після численних марних спроб стрільби унітарним патроном з рушниць, які заряджаються з дула. Перший зразок введений в прусській армії 1840 року. Прусські військові високо оцінили якості нової зброї і тримали його дані в секреті, позначивши в документах його туманною назвою «легка капсульна гвинтівка зразка 1841 року»
Поява унітарних патронів з металевою гільзою в 1860 році призвело до витіснення голчастих гвинтівок, з недоліками яких перестали миритися. А недоліки були серйозні — голка, що запалює капсуль, під час пострілу перебувала у патроннику, що не сприяло її довговічності. Пруси вважали нормальним мати три голки на боєзапас в 60 патронів — так часто вони виходили з ладу. Уривки паперових гільз, що не згоріли повністю при пострілі, засмічували ствол, приводячи до його підвищеного зносу. Ковзний затвор (дав початок найпоширенішій конструкції затвора) нерідко м'яв при досиланні паперову гільзу. Проблему обтюрації, витоку порохових газів через казенну частину, так і не було вирішено. Її згодом вирішували за допомогою резинових вставок в казенник.

## Гвинтівка Дрейзе

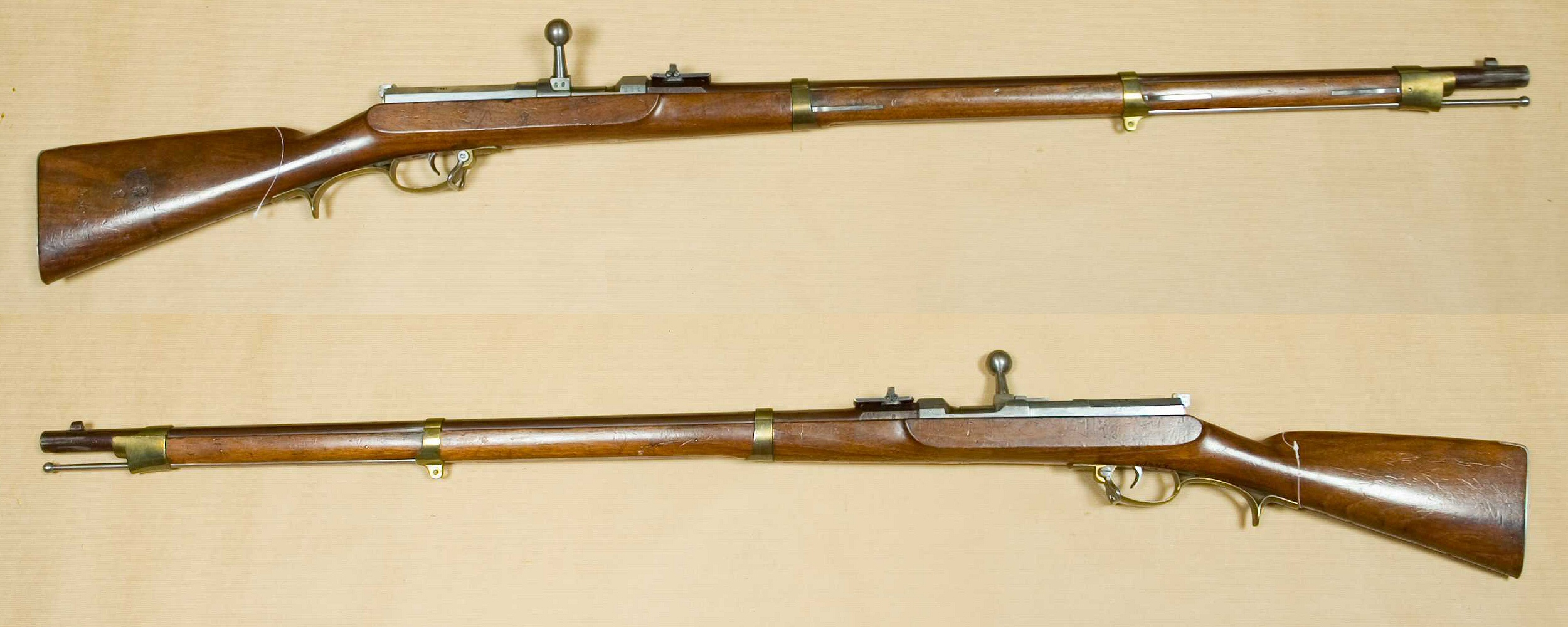
Гвинтівка Дрейзе моделі 1841 року

Гвинтівка мала залізний ствол, калібр 15,43 мм, довжина становила 905 мм, а також чотири нарізи (завширшки 6 мм, завглибшки 0,76 мм). Довжина ходу нарізів (крок нарізки) — 732 мм, чи 47,5 калібру. Приціл пластинчастий з 4 прорізами для стрільби на дистанцію до 600 метрів. Маса гвинтівки без багнета складала 4,65 кг, з багнетом — 5,3 кг. Довжина без багнета — 1424 мм, з багнетом — 1925 мм. Початкова швидкість кулі — 295 м/с.
Гільза патрона — паперова (1,5 оберту), з підклеєним картонним денцем — кружечком; маса порохового заряду становила 4,8 грама — відносний заряд 1:6,4. Перед зарядом знаходились папковий шпігель (піддон кулі) з основою ударної суміші позаду і гніздом для яйцеподібної кулі попереду.
Прусська гвинтівка Дрейзе отримала перше бойове хрещення під час походу в Данію в 1846 році. У переможній битві при Алміне, в якій взяли участь дві роти 12-го прусського полку, які були озброєні голчастими гвинтівками, спеціалісти відзначили їх хороші бойові якості.
Проте ще довгий час були сумніви з приводу якості бою голчастих гвинтівок, які були повністю спростовані тільки через 25 років: після походів 1864—1866 рр. в ході яких «нова» гвинтівка зарекомендувала себе (особливо в битві при Садовій) з найкращого боку. Після цього більшість країн поспішили озброїти свої армії гвинтівками, які заряджаються з казенника. Для цього спеціалісти одних країн, за прикладом Пруссії, стали переробляти заряджувані з дула гвинтівки на заряджувані з казенника, а інші — відразу перейшли на нові казеннозарядні гвинтівки.

## Гвинтівка Шасспо

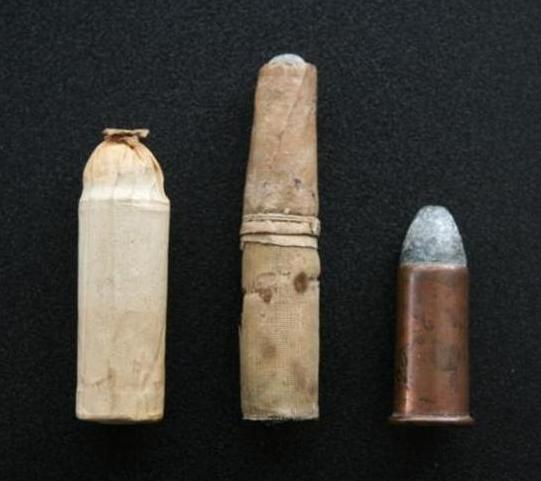
Ліворуч — паперовий патрон Дрейзе, посередині — набій Шасспо

У Франції в 1866 році була прийнята 4,3-лінійна гвинтівка, затвор якої, розроблений лейтенантом Шасспо, був кращим, ніж у Дрейзе в сенсі обтюрації, завдяки каучуковим кругам під шапинкою грибка, вставленого спереду в затвор, а також вкорочення голки, внаслідок чого вона рідше ламалася; вкорочення голки досягнуто тим, що капсуль був поміщений в папковому дні гільзи; куля врізалася сама в нарізи так, що в шпігелі для кулі не було потреби. Зведення курка проводилося не в два, як у Дрейзе, а в один прийом при закриванні затвора. Завдяки хорошій обтюрації і більш значній початковій швидкості кулі (420 м/с замість звичайної тоді 300 м/с), влучність рушниці Шасспо була вищою.

## Гвинтівка Карле
Голчаста однозарядна піхотна гвинтівка системи Карле, прийнята в Росії у 1867 році. Успіхи голчастої рушниці Дрейзе спонукали російське командування до введення власної голчастої гвинтівки, але більш досконалої, ніж модель Дрейзе. Система Карле перероблялася з дульнозарядной гвинтівки зразка 1856 року, що і визначило її першість. Було перероблено ствольну коробку з затвором, замінено ложе. Затвор був ковзний з підйомом руків'я, яке зводило ударник з голкою. Для гвинтівки Карле був прийнятий паперовий патрон системи Вельтищева, що складався з паперової гільзи, кулі Місереда, прокладки, порохового заряду і картонного піддона з капсулем. Для займання існувала голка в затворі, яка пробивала дно піддона і наколювала капсуль. Екстрактора не було, оскільки патрон згорав при пострілі, а незгорілі залишки виштовхувались кулею при наступному пострілі. Скорострільність гвинтівки — 8-10 постр./хв. Загальна довжина з багнетом — 184,5 см, без багнета — 132 см, вага з багнетом — 4,9 кг, без багнета — 4,5 кг. При випробуваннях у військах виявилися недоліки: прорив газів через затвор, ламання голки, недольоти куль, забруднення ствола незгорілими патронами. Від гвинтівки відмовилися. Виготовлені 215,5 тисяч штук відправили у внутрішні округи Росії. Гвинтівку Карле замінили гвинтівкою системи Крнка під металевий патрон.